# 8 Pułk Piechoty (austro-węgierski)

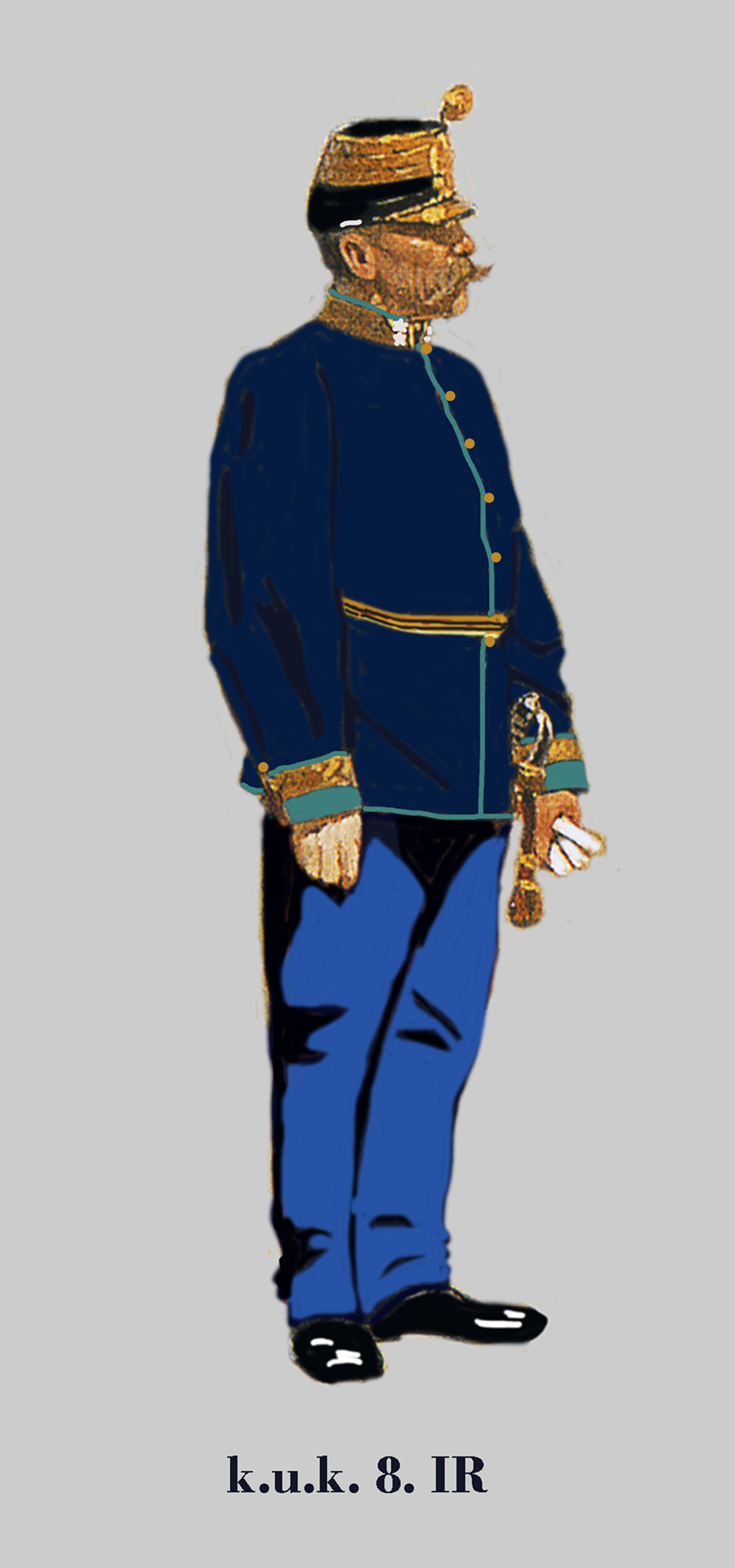
Podpułkownik IR. 8 w mundurze paradnym

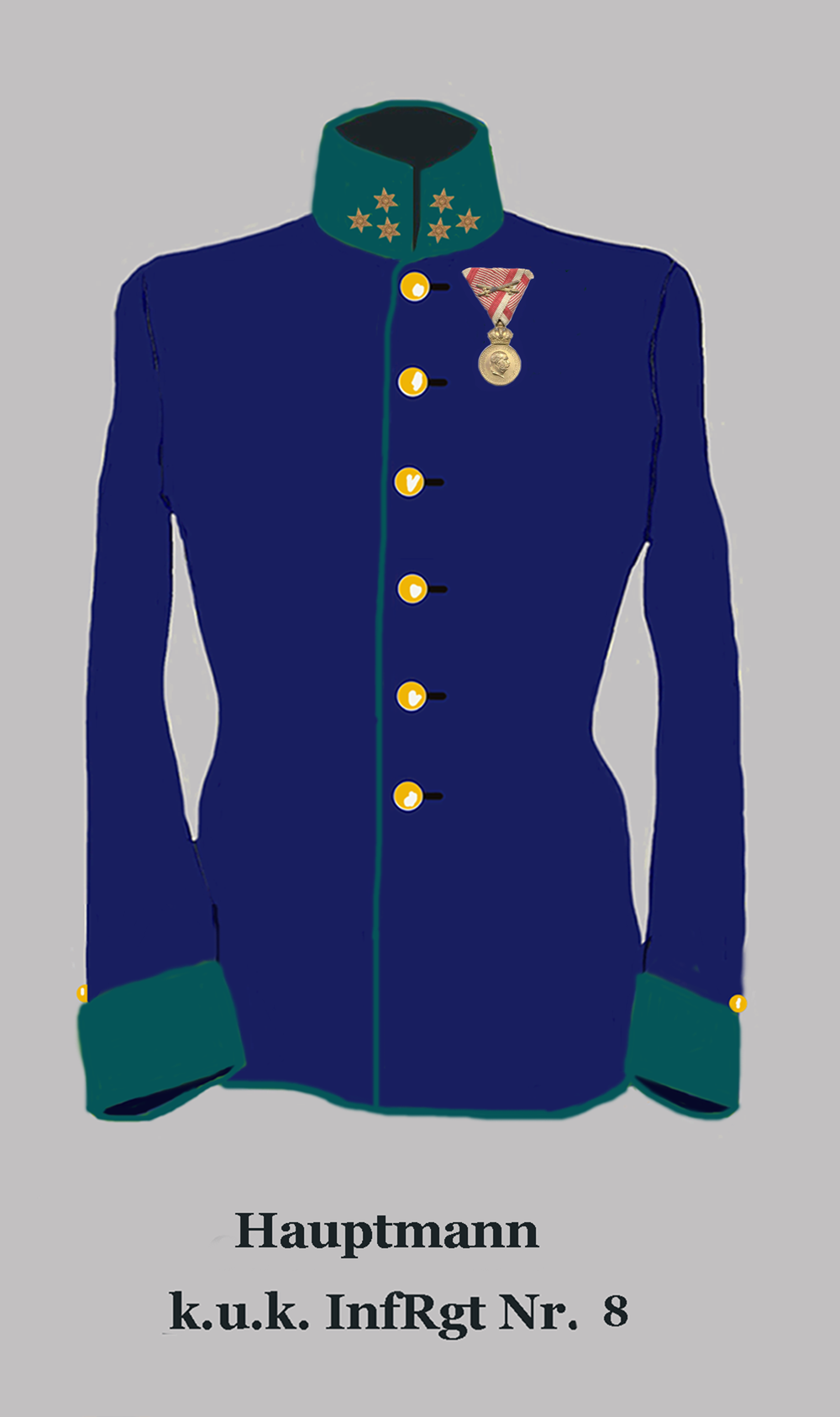
Kurtka munduru kapitana IR. 8

Morawski Pułk Piechoty Nr 8 (IR. 8) – pułk piechoty cesarskiej i królewskiej Armii. 

## Historia pułku
Pułk został utworzony w 1642 roku.
Okręg uzupełnień nr 8 Brno (niem. Brünn) na terytorium 2 Korpusu.
Swoje święto pułk obchodził 22 maja w rocznicę bitwy pod Eßlingen stoczonej w 1809 roku.
Kolory pułkowe: zielony (grasgrün), guziki złote.
W latach 1869–1877 sztab pułku stacjonował w twierdzy Klosterbruck bei Znaim, natomiast komenda rezerwowa i stacja okręgu uzupełnień w Brnie. Pułk wchodził w skład 2 Brygady IV Dywizji. W 1877 roku cały pułk stacjonował w Brnie.
W 1878 roku pułk został przeniesiony do Sarajewa na okupowane terytorium Bośni i Hercegowiny, natomiast komenda rezerwowa i komenda okręgu uzupełnień pozostały w Brnie. W następnym roku pułk został przeniesiony do Igławy (niem. Iglau), a w 1882 roku wrócił do Brna .
W 1903 roku pułk stacjonował w Wiedniu z wyjątkiem 2. batalionu, który pozostawał w Brnie.
W latach 1904–1908 pułk stacjonował w Brnie.
W 1914 pułk stacjonował w Brnie z wyjątkiem 3. batalionu, który był detaszowany w Trebinje na terytorium 16 Korpusu. Pułk (bez 3. batalionu) wchodził w skład 8 Brygady Piechoty należącej do 4 Dywizji Piechoty, natomiast detaszowany 3. batalion był podporządkowany komendantowi 2 Brygady Górskiej należącej do 18 Dywizji Piechoty.

## Szefowie pułku
Kolejnymi szefami pułku byli:
- płk Alexander von Schifer (od 1642),
- płk Johann Bernhard von Knöring (od 1646),
- FML Johann Reichard von Starhemberg (1647 – †4 IX 1661),
- książę, FM Joseph Maria Friedrich Wilhelm von Sachsen-Hildburghausen (1732 – †4 I 1787),
- GM Johann Karl Marchese di Pallavicini-Centurioni (1787 – †3 III 1789),
- FML Karl Huff von Kantersdorf (1790 – †23 IX 1798),
- arcyksiążę, FZM Ludwig Joseph von Habsburg-Lothringen (1801 – †21 XII 1864),
- FML Joseph Gerstner von Gerstenkorn (1865 – †17 IV 1869),
- FZM Friedrich Jacobs von Kantstein (1870 – †7 IV 1877),
- FZM Vinzenz von Abele (1877 – †18 II 1889),
- arcyksiążę, admirał Karol Stefan Habsburg (od 1890)[1].

## Komendanci pułku
- płk Karl Kirchmayr (1869–1871 → komendant 2 Brygady XI Dywizji)
- płk Hannibal Raynaud (1871–1875 → komendant 2 Brygady XXIX Dywizji)
- płk Alexander Kuhn von Kuhnenfeld (1875–1876 → komendant Pułku Piechoty Nr 75)
- płk Moritz Pürcker von Pürkhain (1876–1878)
- płk Adolph Giesl von Gieslingen (1878–1879)
- płk Hermann Bordolo von Boreo (1879[8]–1883 → komendant 20 Brygady Piechoty)
- płk Joseph Franz von Astrenberg (1883–1889 → komendant 19 Brygady Piechoty)
- płk Anton Gartner von Romansbrück (1889 – )
- płk Maximilian Bastl (1903)
- płk Karl Kogutowicz (1904–1907)
- płk Artur Van-Zel von Arlon (1908–1910)
- płk Karl Geřabek (1911–1912)
- płk Robert Trimmel (1913–1914[1])